# Вокіська сільська рада
Во́кіська сільська рада (ест. Voki külanõukogu, рос. Вокиский сельский совет) — сільська рада в Естонській РСР, адміністративно-територіальна одиниця в складі повіту Тартумаа (1945—1950) та Отепяського району (1950—1954).

## Населені пункти
Сільській раді підпорядковувалися села: Сігва (Sihva), Раудсепа (Raudsepa), Мярді (Märdi), Аніматсі (Анніматсі) (Animatsi (Annimatsi), Люкарді (Lükardi), Меема (Meema), Арула (Arula), Айду (Aidu), Пюгаярве (Pühajärve), Мяга (Mäha).

## Історія
13 вересня 1945 року на території волості Пюгаярве в Тартуському повіті утворена Вокіська сільська рада з центром у селі Сігва. Головою сільської ради обраний Ріхард Перле (Richard Perle), секретарем — Ийе Пеест (Õie Peest).
26 вересня 1950 року, після скасування в Естонській РСР повітового та волосного поділу, сільська рада ввійшла до складу новоутвореного Отепяського сільського району.
17 червня 1954 року в процесі укрупнення сільських рад Естонської РСР Вокіська сільська рада ліквідована. Її територія склала західну частину Пюгаярвеської сільської ради.